# Leur Lomanto
Leur Lomanto (Jequié, 18 de dezembro de 1949) é um politico e advogado brasileiro filiado ao União Brasil (UNIÃO). Foi deputado federal pela Bahia.

## Biografia
É filho do ex-governador da Bahia, Lomanto Júnior, e pai do ex-deputado estadual e hoje deputado federal Leur Lomanto Júnior.